# Down in It
Down in It (znany też jako Halo 1) – pierwszy singel amerykańskiego zespołu Nine Inch Nails z debiutanckiego albumu Head Like a Hole, wydany w 1989 roku. Jest to pierwsza piosenka napisana przez frontmana zespołu Trenta Reznora. Singel został wydany na płytach winylowych 12″ i CD przez TVT Records.

## Lista utworów
1. „Down in It (Skin)” – 03:46
2. „Down in It (Shred)” – 06:56
3. „Down in It (Singe)” – 07:03